# 阿农维尔
阿农维尔（法語：Annonville，法語發音：[anɔ̃vil]）是法国上马恩省的一个市镇，属于圣迪济耶区。

## 地理
阿农维尔（48°23'3"N, 5°16'11"E）面积6.19 平方千米，位于法国大東部大區上马恩省，该省份为法国东北部内陆省份，北起马恩省和默兹省，西接奥布省，西南接科多尔省，东南接上索恩省，东临孚日省。
与阿农维尔接壤的市镇（或旧市镇、城区）包括：龙让河畔农库尔、圣于尔班-马孔库尔、托南斯莱穆兰、栋雷米-朗代维尔、埃皮宗。

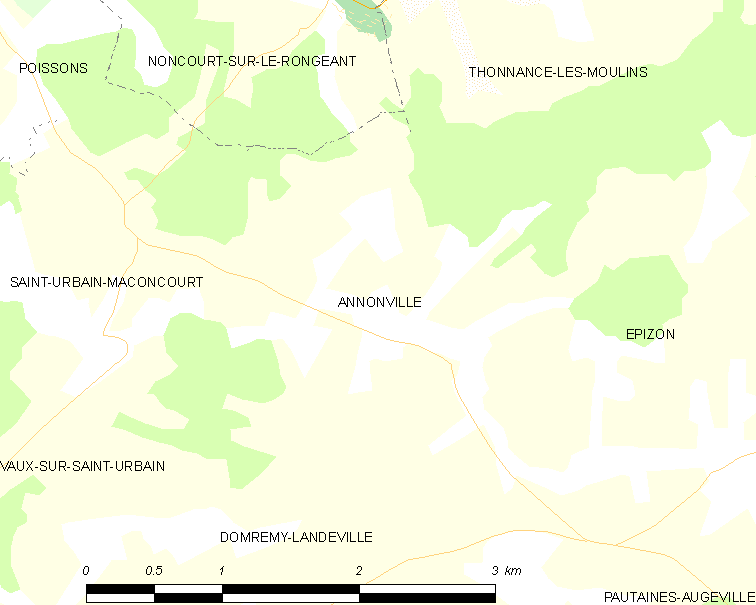
阿农维尔的OSM定位图

阿农维尔的时区为UTC+01:00、UTC+02:00（夏令时）。

## 行政
阿农维尔的邮政编码为52230，INSEE市镇编码为52012。

## 政治
阿农维尔所属的省级选区为普瓦松县。

## 人口

1962-2008年间阿农维尔人口变化图示

阿农维尔于2022年1月1日时的人口数量为29人。